# سفارة فرنسا في جيبوتي
سفارة فرنسا في جيبوتي هي أرفع تمثيل دبلوماسي لدولة فرنسا لدى جيبوتي. تقع السفارة في مدينة جيبوتي وهي تهدف لتعزيز المصالح الفرنسية في جيبوتي.

## وصلات خارجية
- الموقع الرسمي
- قائمة سفارات فرنسا
- قائمة السفارات في جيبوتي